# Classe ATC D03
La classe ATC D03, dénommée « Préparations pour le traitement des plaies et ulcères », est un sous-groupe thérapeutique de la classification anatomique, thérapeutique et chimique, développée par l'OMS pour classer les médicaments et autres produits médicaux. La classe ATC vétérinaire correspondante dans la classification ATCvet est QD03. Le sous-groupe présenté ici est celui établi par l'OMS, et peut donc différer des versions dérivées utilisées dans certains pays. Il fait partie du groupe anatomique D de la classification, intitulé « Dermatologie ».

## D03A Cicatrisants

### D03AA Préparations à base d'huile de foie de morue
Vide

### D03AX Autres cicatrisants
D03AX01 Cadexomère iodure (en)
D03AX02 Dextranomère (en)
D03AX03 Dexpanthénol
D03AX04 Pantothénate de calcium
D03AX05 Acide hyaluronique
D03AX06 Bécaplermine (en)
D03AX09 Crilanomer (en)
D03AX10 Énoxolone (en)
D03AX11 Tétrachlorodécaoxyde
D03AX12 Trolamine
D03AX13 Cortex Betulae
« QD03AX90 » Kétansérine (en)

## D03B Enzymes

### D03BA Enzymes protéolytiques
D03BA01 Trypsine
D03BA02 Collagénase
D03BA03 Bromélaïnes
D03BA52 Collagénase, associations